# Муша
Муша или Муса (на литовски: Mūša) (на латвийски: Mūsa) е балтийска река, която минава през територията на Литва и Латвия. Муша е известна с това, че с река Немунелис, която също извита от територията на Литва, се сливат и образуват една от най-дългите и важни реки в Латвия Лиелупе, въпреки че и двете реки текат почти изцяло в Литва.
Муша извира в близост до литовския град Жагаре, намиращ се в район Йонишкис. Реката е с дължина от 164 km, като 146 km са в Литва и едва 18 в Латвия, а ако се добави и дължината на Лиелупе общата дължина на реката от извора до мястото на вливане е 284 km. Общият водосборен басейн е 5318 km². Шест километра от реката образуват част от границата между двете страни, което прави реалната дължина на реката в Литва 140 km. Точно в латвийския град Бауска, разположен в едноименния административен район, и отстоящ на едва 18 km от латвийско-литовската граница Муша и Немунелис се обединяват.

## Притоци
- Вилкеведис
- Воверкис
- Кулпе
- Круоя
- Даугивене
- Мажупе
- Левуо
- Пивеса
- Виекшмуо
- Татула
- Чериаукще